# Türkiye Kupası 2015-2016
La Coppa di Turchia 2015-2016, nota come Ziraat Türkiye Kupası 2015-2016 per ragioni sponsorizzazione, è stata la 54ª edizione della coppa nazionale turca. Il torneo è iniziato il 2 settembre 2015 e si è concluso il 26 maggio 2016. Il Galatasaray si è aggiudicato il trofeo per la 17ª volta nella sua storia, la terza consecutiva.

## Turno preliminare
Al turno preliminare partecipano 32 squadre provenienti dal Bölgesel Amatör Lig, quinto livello del campionato turco di calcio.

## Primo turno
Al primo turno accedono le 16 squadre vincenti il turno preliminare e 35 squadre appartenenti alla TFF 3. Lig, quarto livello del campionato turco di calcio.

## Secondo turno
Al secondo turno accedono le 35 squadre vincenti il primo turno, 8 squadre provenienti dalla Süper Lig, 18 squadre provenienti dalla TFF 1. Lig e 37 squadre provenienti dalla TFF 2. Lig.

## Terzo turno
Al terzo turno accedono le 49 squadre vincenti il secondo turno e 5 squadre provenienti dalla Süper Lig. Le vincenti accedono alla fase a gironi.

## Fase a gruppi
Alla fase a gruppi accedono le 27 squadre vincenti il terzo preliminare e le migliori 5 squadre della Süper Lig 2014-2015 (Galatasaray, Fenerbahçe, Beşiktaş, İstanbul Başakşehir e Trabzonspor). Le 32 squadre sono divise in 8 gruppi da 4 squadre ciascuno. Le squadre si affrontano in un girone di andata e ritorno. Si qualificano agli ottavi di finale le prime due classificate di ciascun girone.

## Ottavi di finale
Agli ottavi di finale partecipano le 16 squadre qualificate dalla fase a gruppi. Le partite sono in gara secca in casa delle squadre che hanno vinto il rispettivo girone.
| Squadra 1           | Risultato   | Squadra 2                |
| ------------------- | ----------- | ------------------------ |
| 30 gennaio 2016     |             |                          |
| Fenerbahçe          | 1 – 0 (dts) | Kayserispor              |
| 31 gennaio 2016     |             |                          |
| Bursaspor           | 1 – 2       | Amed                     |
| Konyaspor           | 1 – 0       | Antalyaspor              |
| Bucaspor            | 0 – 2       | Beşiktaş                 |
| Sivas Belediye Spor | 0 – 2       | Çaykur Rizespor          |
| Galatasaray         | 3 – 1       | Gaziantepspor            |
| Çaykur Rizespor     | 1 – 4       | Fenerbahçe               |
| 1º febbraio 2016    |             |                          |
| İstanbul Başakşehir | 4 – 0       | Büyükçekmece Tepecikspor |
| Trabzonspor         | 0 – 1       | Akhisar Belediyespor     |

## Quarti di finale
| Squadra 1                   | Totale | Squadra 2       | Andata | Ritorno |
| --------------------------- | ------ | --------------- | ------ | ------- |
| 11 febbraio / 1º marzo 2016 |        |                 |        |         |
| İstanbul Başakşehir         | 0 – 3  | Çaykur Rizespor | 0 – 2  | 0 – 1   |
| 10 febbraio / 2 marzo 2016  |        |                 |        |         |
| Akhisar Belediyespor        | 2 – 3  | Galatasaray     | 1 – 2  | 1 - 1   |
| 10 febbraio / 3 marzo 2016  |        |                 |        |         |
| Beşiktaş                    | 1 – 3  | Konyaspor       | 1 – 2  | 0 – 1   |
| 9 febbraio / 3 marzo 2016   |        |                 |        |         |
| Amed                        | 4 – 6  | Fenerbahçe      | 3 – 3  | 1 - 3   |

## Semifinali
| Squadra 1                 | Totale | Squadra 2   | Andata | Ritorno |
| ------------------------- | ------ | ----------- | ------ | ------- |
| 20 aprile / 4 maggio 2016 |        |             |        |         |
| Çaykur Rizespor           | 1 – 3  | Galatasaray | 1 – 3  | 0 – 0   |
| 20 aprile / 5 maggio 2016 |        |             |        |         |
| Konyaspor                 | 0 – 5  | Fenerbahçe  | 0 – 3  | 0 - 2   |

## Finale
| Arbitro: | Mete Kalkavan |

|              |           |  |
| Podolski 31’ | Marcatori |  |